# Stiltia isabella
Stiltia isabella là một loài chim trong họ Glareolidae.